# Gustaf Råström
Gustaf Adolf Råström, född 16 mars 1840 i Brännkyrka socken, död 12 februari 1917 i Stockholm, var en svensk lantbrukare och medaljgravör.
Han var gift första gången med Louise Ulrika Ullström och andra gången med Hedvig Paulina Josefina Bergman och far till Antoinette Vallgren. Råström var elev vid Konstakademien åren 1854, 1859 och 1861. Han var anställd vid myntverket under Lea Ahlborn och fick troligen sin utbildning som gravör av henne. Bland hans mer kända arbeten märks Jägarförbundets skyttemedalj med Karl XV:s bild på åtsidan. Han lämnade senare sin konstnärliga verksamhet för att bli lantbrukare. Råström är gravsatt på Brännkyrka kyrkogård.